# Lyaskovets Peak
Der Lyaskovets Peak (bulgarisch Връх Лясковец Wrach Ljaskowez) ist ein 1473 m hoher Berg auf der Livingston-Insel im Archipel der Südlichen Shetlandinseln. In den Tangra Mountains ragt er 250 m ostnordöstlich des Nordwestgipfels des Mount Friesland und 3,35 km südsüdöstlich des Tukhchiev Knoll auf.
Die bulgarische Kommission für Antarktische Geographische Namen benannte ihn 1997 nach der Ortschaft Ljaskowez im Norden Bulgariens.
Der Lyaskovets Peak wurde erstmals im Jahr 2004 von Ljubomir Iwanow und Doitschin Wasiljew im Rahmen der 13. Bulgarischen Antarktisexpedition bestiegen.